# Mutsu Munemitsu
Mutsu Munemitsu (陸奥 宗光; Provincia di Kii, 20 agosto 1844 – Takinogawa, 24 agosto 1897) è stato un politico e diplomatico giapponese del periodo Meiji.

## Giovinezza
Mutsu Munemitsu nacque nel dominio di Wakayama, provincia di Kii, come sesto figlio di Date Munehiro, un samurai seguace del clan Tokugawa di Kii. Suo padre era attivo nel movimento Sonnō jōi, e Mutsu Munemitsu unì le forze con Sakamoto Ryōma e Itō Hirobumi nel movimento per rovesciare lo shogunato Tokugawa.

## Burocrate Meiji

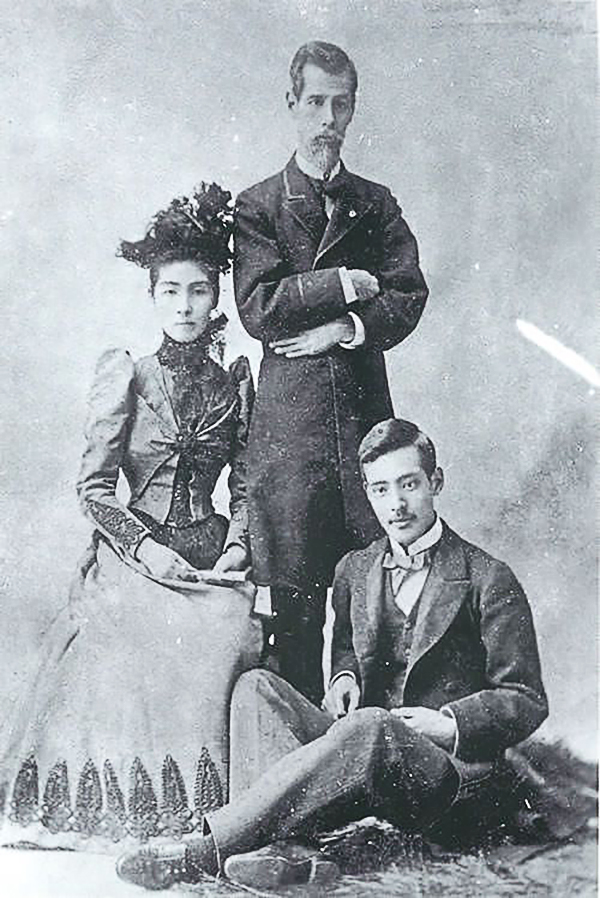
La famiglia Mutsu

Dopo la restaurazione Meiji, Mutsu rivestì una serie di incarichi nel nuovo governo Meiji, incluso quello di governatore della prefettura di Hyōgo e in seguito di governatore della prefettura di Kanagawa, entrambe le quali ospitavano insediamenti stranieri. Fu capo della Riforma fiscale fondiaria del 1873–1881, e servì nel Genrōin. Cospirò per aiutare Saigō Takamori nella ribellione di Satsuma e fu imprigionato dal 1878 fino al 1883. Mentre era in prigione tradusse l'Utilitarismo di Jeremy Bentham in giapponese.
Dopo aver lasciato l'origine, rientrò nel governo come funzionario del Ministero degli affari esteri, e nel 1884 fu inviato in Europa per studi. In seguito divenne ministro plenipotenziario giapponese a Washington (1888–1890), durante cui stabilì relazioni diplomatiche formali tra il Giappone e il Messico, e modificò parzialmente i trattati ineguali tra il Giappone e gli Stati Uniti.
Al suo ritorno in Giappone nel 1890, divenne Ministro dell'agricoltura e del commercio. Fu eletto anche alla Camera dei rappresentanti per il primo distretto di Wakayama per un unico mandato nelle elezioni generali del 1890. Nel 1892, divenne Ministero degli affari esteri nel gabinetto di Itō Hirobumi. Nel 1894, concluse il trattato di commercio e di navigazione anglo-giapponese, che pose finalmente termine allo stato dei trattati ineguali tra il Giappone e la Gran Bretagna.
Mutsu fu il capo negoziatore nel trattato di Shimonoseki, che mise fine alla Prima guerra sino-giapponese (1894–1895). Sulla scia di un attentato alla vita del principale ngoziatore cinese Li Hongzhang da parte di un fanatico giapponese, il governo giapponese ridusse volontariamente l'entità dell'indennità che progettava di pretendere dalla Cina, e Mutsu fece un'osservazione rimasta famosa: "La sfortuna di Li è la fortuna del grande impero Ch'ing".  Il Triplice Intervento da parte di Francia, Germania e Russia ribaltò i guadagni che Mutsu aveva negoziato dalla Cina nel trattato di Shimonoseki, e il pubblico giapponese incolpò Mutsu dell'umiliazione nazionale. Egli allora si dimise da tutti gli incarichi di governo nel maggio 1896 e si trasferì a Ōiso, Kanagawa, dove scrisse le sue personali memorie diplomatiche Kenkenroku (蹇蹇録) dopo che fu firmato il trattato per spiegare le sue opinioni e le sue azioni. Tuttavia, le sue memorie non poterono essere pubblicate fino al 1923 a causa dei segreti diplomatici che contenevano.
Mutsu visse in quelli che sono ora i Giardini Kyū-Furukawa. Morì di tubercolosi a Takinogawa, prefettura di Tokyo nel 1897.
Mutsu fu nobilitato con il titolo di hakushaku (conte) sotto il sistema di parìa kazoku alla fine della Guerra sino-giapponese.

## Onorificenze
Secondo Rango Superiore (1897)

## Genealogia
|  |  |  |  |                    |                    | Conte Mutsu Munemitsu | Conte Mutsu Munemitsu | Conte Mutsu Munemitsu | Conte Mutsu Munemitsu | Conte Mutsu Munemitsu | Conte Mutsu Munemitsu |                       |                       |                       |                       |                       |                       | Contessa Mutsu Ryōko | Contessa Mutsu Ryōko | Contessa Mutsu Ryōko | Contessa Mutsu Ryōko | Contessa Mutsu Ryōko | Contessa Mutsu Ryōko |  |  |  |  |
|  |  |  |  |                    |                    | Conte Mutsu Munemitsu | Conte Mutsu Munemitsu | Conte Mutsu Munemitsu | Conte Mutsu Munemitsu | Conte Mutsu Munemitsu | Conte Mutsu Munemitsu |                       |                       |                       |                       |                       |                       | Contessa Mutsu Ryōko | Contessa Mutsu Ryōko | Contessa Mutsu Ryōko | Contessa Mutsu Ryōko | Contessa Mutsu Ryōko | Contessa Mutsu Ryōko |  |  |  |  |
|  |  |  |  |                    |                    |                       |                       |                       |                       |                       |                       |                       |                       |                       |                       |                       |                       |                      |                      |                      |                      |                      |                      |  |  |  |  |
|  |  |  |  | Contessa Iso Mutsu | Contessa Iso Mutsu | Contessa Iso Mutsu    | Contessa Iso Mutsu    | Contessa Iso Mutsu    | Contessa Iso Mutsu    |                       |                       | Conte Mutsu Hirokichi | Conte Mutsu Hirokichi | Conte Mutsu Hirokichi | Conte Mutsu Hirokichi | Conte Mutsu Hirokichi | Conte Mutsu Hirokichi |                      |                      |                      |                      |                      |                      |  |  |  |  |
|  |  |  |  | Contessa Iso Mutsu | Contessa Iso Mutsu | Contessa Iso Mutsu    | Contessa Iso Mutsu    | Contessa Iso Mutsu    | Contessa Iso Mutsu    |                       |                       | Conte Mutsu Hirokichi | Conte Mutsu Hirokichi | Conte Mutsu Hirokichi | Conte Mutsu Hirokichi | Conte Mutsu Hirokichi | Conte Mutsu Hirokichi |                      |                      |                      |                      |                      |                      |  |  |  |  |
|  |  |  |  |                    |                    |                       |                       |                       |                       |                       |                       |                       |                       |                       |                       |                       |                       |                      |                      |                      |                      |                      |                      |  |  |  |  |
|  |  |  |  |                    |                    |                       |                       | Ian Mutsu             |                       |                       |                       |                       |                       |                       |                       |                       |                       |                      |                      |                      |                      |                      |                      |  |  |  |  |